# 喬吉奥·弗雷佐利尼
喬吉奧·弗雷佐利尼（義大利語：Giorgio Frezzolini；1976年1月21日—）是一位意大利足球運動員。在場上的位置是守門員。他現在效力於意大利足球甲級聯賽球隊亞特蘭大足球俱樂部。